# Касук, Арнольд Хугович
Арнольд Хугович Ка́сук (эст. Arnold Kasuk; 1908—1992) — советский и эстонский актёр театра и кино, лауреат Сталинской премии.

## Биография
Родился 12 февраля (25 февраля) 1908 года в Юрьеве (ныне Тарту, Эстония).
Актёр театра «Ванемуйне» (Тарту).
Умер 7 октября 1992 года в Тарту.

## Фильмография
- 1951 — Свет в Коорди — Камар
- 1969 — Весна — священник
- 1976 — Лето — священник
- 1990 — Осень — священник

## Награды и премии
- медаль «За трудовое отличие» (30 декабря 1956) — за выдающиеся заслуги в развитии эстонского искусства и литературы и в связи с декадой эстонского искусства и литературы в г. Москве[1]
- Сталинская премия третьей степени (1952) — за исполнение роли в спектакле Незабываемый 1919-й В. В. Вишневского на сцене театра «Ванемуйне»